# Griesheim
Griesheim is een gemeente in de Duitse deelstaat Hessen, gelegen in de Landkreis Darmstadt-Dieburg. De stad telt 27.703 inwoners. Naburige steden zijn onder andere Babenhausen, Dieburg en Groß-Bieberau.